# Hrvatski nogometni kup 2020./21.
Hrvatski nogometni kup 2020./21. je trideseto izdanje Hrvatskog nogometnog kupa. U natjecanju sudjeluje ukupno 48 klubova. Prošlogodišnji pobjednik natjecanja za sezonu 2019./20. je "Rijeka". 
 
Kup je osvojio zagrebački "Dinamo", pobijedivši u završnici "Istru 1961" iz Pule. Završna utakmica je igrana 19. svibnja 2021. u Velikoj Gorici.

## Sudionici
U natjecanju sudjeluje 48 klubova i to: 
- 16 najuspješnijih klubova po koeficijentu uspješnosti u natjecanju za Hrvatski nogometni kup u zadnjih pet godina
- 21 klub – pobjednici natjecanja za Županijski kup (pod rukovodstvom Županijskih nogometnih saveza)
- 11 klubova finalista natjecanja za Županijski kup iz 11 županijskih nogometnih saveza s najvećim brojem registriranih nogometnih klubova

Klubovi kvalificirani preko županijskih kupova startaju u natjecanju od pretkola, a preko koeficijenta od šesnaestine finala
| županija               | klubovi plasirani preko koeficijenta                                  | pobjednici županijskih kupova    | finalisti županijskih kupova |
| ---------------------- | --------------------------------------------------------------------- | -------------------------------- | ---------------------------- |
| Bjelovarsko-bilogorska |                                                                       | Mladost Ždralovi (III)           | Bjelovar (III)               |
| Brodsko-posavska       |                                                                       | Sloga Nova Gradiška (III)        | Oriolik Oriovac (III)        |
| Dubrovačko-neretvanska |                                                                       | GOŠK Dubrovnik 1919 (III)        |                              |
| Istarska               | Istra 1961 Pula (I) Novigrad (III)                                    | Rudar Labin (III)                | Pazinka Pazin (III)          |
| Karlovačka             |                                                                       | Karlovac 1919 (III)              |                              |
| Koprivničko-križevačka | Slaven Belupo Koprivnica (I)                                          | Tehnika-Koprivnica (IV)          | Ferdinandovac (IV)           |
| Krapinsko-zagorska     |                                                                       | Gaj Mače (III)                   |                              |
| Ličko-senjska          |                                                                       | Lika 95 Korenica (V)             |                              |
| Međimurska             |                                                                       | Polet Sveti Martin na Muri (III) | Rudar Mursko Središće (III)  |
| Osječko-baranjska      | Osijek (I)                                                            | Belišće (III)                    | BSK Bijelo Brdo (II)         |
| Požeško-slavonska      |                                                                       | Slavonija Požega (III)           |                              |
| Primorsko-goranska     | Rijeka (I)                                                            | Crikvenica (III)                 |                              |
| Sisačko-moslavačka     |                                                                       | Mladost Petrinja (III)           | Segesta Sisak (III)          |
| Splitsko-dalmatinska   | Hajduk Split (I) Split (III)                                          | Croatia Zmijavci (II)            |                              |
| Šibensko-kninska       | Šibenik (I)                                                           | Mladost Tribunj (IV)             |                              |
| Varaždinska            |                                                                       | Varaždin (I)                     | Ivančica Ivanec (IV)         |
| Virovitičko-podravska  |                                                                       | Papuk Orahovica (III)            | Virovitica (III)             |
| Vukovarsko-srijemska   | Cibalia Vinkovci (II)                                                 | Graničar Županja (III)           | Dilj Vinkovci (IV)           |
| Zadarska               | Zadar                                                                 | Primorac Biograd na Moru (III)   |                              |
| Grad Zagreb            | Dinamo Zagreb (I) Lokomotiva Zagreb (I) Rudeš Zagreb (II) Zagreb (IV) | Sesvete (II)                     |                              |
| Zagrebačka             | Inter Zaprešić (I) Vinogradar Mladina (Lokošin Dol) (V)               | Kurilovec Velika Gorica (III)    | Gorica Velika Gorica (I)     |

U zagradama prikazan rang lige u kojoj klub nastupa u sezoni 2020./21.

## Rezultati

### Pretkolo
Ždrijeb parova pretkola kupa, u kojem sudjeluju 32 kluba kvalificirana preko županijskih kupova, je održan 25. kolovoza 2020. godine. Utakmice su igarne 8. i 9. rujna 2020. (referetni datum).

| Par | Datum          | Mjesto odigravanja | Domaći sastav           | Rezultat    | Gostujući sastav           | Napomene                         | Izvještaji |
| --- | -------------- | ------------------ | ----------------------- | ----------- | -------------------------- | -------------------------------- | ---------- |
| 1   | 9. rujna 2020. | Oriovac            | Oriolik Oriovac         | 2:1         | Karlovac 1919              |                                  |            |
| 2   | 9. rujna 2020. | Velika Gorica      | Kurilovec Velika Gorica | 4:0         | Papuk Orahovica            |                                  |            |
| 3   | 9. rujna 2020. | Vinkovci           | Dilj Vinkovci           | 1:0         | Virovitica                 |                                  |            |
| 4   | 9. rujna 2020. | Pazin              | Pazinka Pazin           | 0:2         | Crikvenica                 |                                  |            |
| 5   | 9. rujna 2020. | Županja            | Graničar Županja        | 1:0         | Slavonija Požega           |                                  |            |
| 6   | 8. rujna 2020. | Sisak              | Segesta Sisak           | 3:4         | Croatia Zmijavci           |                                  |            |
| 7   | 8. rujna 2020. | Bjelovar           | Bjelovar                | 0:5         | Varaždin                   |                                  |            |
| 8   | 9. rujna 2020. | Dubrovnik          | GOŠK Dubrovnik 1919     | 4:2         | BSK Bijelo Brdo            |                                  |            |
| 9   | 9. rujna 2020. | Velika Gorica      | Gorica Velika Gorica    | 1:0         | Belišće                    |                                  |            |
| 10  | 9. rujna 2020. | Labin              | Rudar Labin             | 2:0 (prod.) | Primorac Biograd na Moru   | "Rudar" prošao nakon produžetaka |            |
| 11  | 9. rujna 2020. | Mače               | Gaj Mače                | 20:2        | Lika 95 Korenica           |                                  |            |
| 12  | 9. rujna 2020. | Nova Gradiška      | Sloga Nova Gradiška     | 0:3         | Sesvete                    |                                  |            |
| 13  | 9. rujna 2020. | Unešić             | Mladost Tribunj         | 0:2         | Polet Sveti Martin na Muri | "Mladost" domaćin u Unešiću      |            |
| 14  | 9. rujna 2020. | Ždralovi           | Mladost Ždralovi        | 3:1         | Mladost Petrinja           |                                  |            |
| 15  | 9. rujna 2020. | Ferdinandovac      | Ferdinandovac           | 3:1         | Ivančica Ivanec            |                                  |            |
| 16  | 9. rujna 2020. | Mursko Središće    | Rudar Mursko Središće   | 3:0         | Tehnika-Koprivnica         |                                  |            |

### Šesnaestina finala
Susreti po rasporedu 7. listopada 2020.

| Par | Datum                                   | Mjesto odigravanja   | Domaći sastav              | Rezultat    | Gostujući sastav                 | Napomene | Izvještaji |
| --- | --------------------------------------- | -------------------- | -------------------------- | ----------- | -------------------------------- | --- | ---------- |
| 1   | 7. listopada 2020.                      | Vinkovci             | Dilj Vinkovci              | 0:6         | Rijeka                           | |            |
| 2   | 26. rujna 2020.                         | Ferdinandovac        | Ferdinandovac              | 1:7         | Dinamo Zagreb                    | |            |
| 3   | 7. listopada 2020.                      | Mače                 | Gaj Mače                   | 2:3 (prod.) | Lokomotiva Zagreb                | "Lokomotiva" prošla nakon produžetaka                                                                                      |            |
| 4   | 6. listopada 2020.                      | Županja              | Graničar Županja           | 1:2         | Hajduk Split                     | |            |
| 5   | 29. rujna 2020.                         | Mursko Središće      | Rudar Mursko Središće      | 0:9         | Slaven Belupo Koprivnica         | |            |
| 6   | 6. listopada 2020.                      | Crikvenica           | Crikvenica                 | 1:5         | Osijek                           | |            |
| 7   | 11. listopada 2020. 20. listopada 2020. | Labin                | Rudar Labin                | 2:0         | Inter Zaprešić                   | 1. poluvrijeme igrano 11. listopada 2020., te prekinuto radi kišnog nevremena, 2. poluvrijeme odigrano 20. listopada 2020. |            |
| 8   | 7. listopada 2020.                      | Sveti Martin na Muri | Polet Sveti Martin na Muri | 0:2         | Istra 1961 Pula                  | |            |
| 9   | 7. listopada 2020.                      | Zmijavci             | Croatia Zmijavci           | 0:2 (prod.) | Šibenik                          | "Šibenik" prošao nakon produžetaka                                                                                         |            |
| 10  | 7. listopada 2020.                      | Oriovac              | Oriolik Oriovac            | 1:0         | Split                            | |            |
| 11  | 30. rujna 2020.                         | Velika Gorica        | Kurilovec Velika Gorica    | 6:0         | Vinogradar Mladina (Lokošin Dol) | |            |
| 12  |                                         |                      | GOŠK Dubrovnik 1919        | 3:0 p.f.    | Zadar                            | "Zadar" ugašen te se ne natječe                                                                                            |            |
| 13  | 7. listopada 2020.                      | Ždralovi             | Mladost Ždralovi           | 0:1 (prod.) | Zagreb                           | "Zagreb" prošao nakon produžetaka                                                                                          |            |
| 14  | 7. listopada 2020.                      | Sesvete              | Sesvete                    | 3:4         | Gorica Velika Gorica             | |            |
| 15  | 7. listopada 2020.                      | Novigrad             | Novigrad                   | 1:3         | Rudeš Zagreb                     | |            |
| 16  | 10. listopada 2020.                     | Varaždin             | Varaždin                   | 2:0         | Cibalia Vinkovci                 | |            |

### Osmina finala
Utakmice su predviđene za 16. prosinca 2020.
| Par | Datum              | Mjesto odigravanja | Domaći sastav           | Rezultat    | Gostujući sastav         | Napomene | Izvještaji |
| --- | ------------------ | ------------------ | ----------------------- | ----------- | ------------------------ | -------- | ---------- |
| 1   | 16. prosinca 2020. | Varaždin           | Varaždin                | 1:2         | Rijeka                   |          |            |
| 2   | 16. prosinca 2020. | Zagreb             | Rudeš Zagreb            | 0:2         | Dinamo Zagreb            |          |            |
| 3   | 7. prosinca 2020.  | Velika Gorica      | Gorica Velika Gorica    | 3:1         | Lokomotiva Zagreb        |          |            |
| 4   | 2. ožujka 2021.    | Zagreb             | Zagreb                  | 0:3         | Hajduk Split             |          |            |
| 5   | 23. veljače 2021.  | Dubrovnik          | GOŠK Dubrovnik 1919     | 1:4         | Slaven Belupo Koprivnica |          |            |
| 6   | 14. studenog 2020. | Velika Gorica      | Kurilovec Velika Gorica | 0:4         | Osijek                   |          |            |
| 7   | 28. veljače 2021.  | Oriovac            | Oriolik Oriovac         | 1:0 (prod.) | Rudar Labin              |          |            |
| 8   | 24. veljače 2021.  | Šibenik            | Šibenik                 | 0:2         | Istra 1961 Pula          |          |            |

### Četvrtfinale
Utakmice su predviđene za 3. i 16. ožujka 2021.
| Par | Datum            | Mjesto odigravanja | Domaći sastav        | Rezultat | Gostujući sastav         | Izvještaji |
| --- | ---------------- | ------------------ | -------------------- | -------- | ------------------------ | ---------- |
| 1   | 17. ožujka 2021. | Oriovac            | Oriolik Oriovac      | 0:3      | Istra 1961 Pula          |            |
| 2   | 3. ožujka 2021.  | Zagreb             | Dinamo Zagreb        | 2:0      | Slaven Belupo Koprivnica |            |
| 3   | 3. ožujka 2021.  | Osijek             | Osijek               | 1:2      | Rijeka                   |            |
| 4   | 16. ožujka 2021. | Velika Gorica      | Gorica Velika Gorica | 3:0      | Hajduk Split             |            |

### Polufinale
Utakmice su predviđene za 7. travnja 2021.
| Par | Datum             | Mjesto odigravanja | Domaći sastav   | Rezultat    | Gostujući sastav     | Izvještaji |
| --- | ----------------- | ------------------ | --------------- | ----------- | -------------------- | ---------- |
| 1   | 28. travnja 2021. | Zagreb             | Dinamo Zagreb   | 4:1 (prod.) | Gorica Velika Gorica |            |
| 2   | 14. travnja 2021. | Pula               | Istra 1961 Pula | 3:2         | Rijeka               |            |

### Finale
| 19. svibnja 2021. 20:00                                                       |           |                                     |                                                                     |
| Dinamo Zagreb                                                                 | 6:3       | Istra 1961 Pula                     | Gradski stadion, Velika Gorica Broj gledatelja: 0 Sudac: Igor Pajač |
| 6' 76' M. Oršić 9' A. Ademi 33' L. Majer 59' (ag) J. Šutalo 74' M. Gavranović | izvještaj | T. Hara 53' 54' Š. Gržan 64' (11 m) | Gradski stadion, Velika Gorica Broj gledatelja: 0 Sudac: Igor Pajač |

## Vanjske poveznice
- Službena stranica Hrvatskog nogometnog saveza: Hrvatski kup